# 翱翔飞鱼
翱翔飞鱼（学名：Exocoetus volitans），又名大頭飛魚，为飞鱼科飞鱼属的鱼类，俗名大头飞鱼，身長普遍20公分。它分布于世界各地海域，属于大洋性上层鱼类，以桡脚类等浮游动物为食。该物种的模式产地在大西洋。

## 特征
其体长最长可达30 cm（12英寸） ，但一般在20 cm（8英寸）左右。它们巨大的胸鳍可以支撑短距离滑翔。其背部呈深蓝色，腹部为银白色。